# Минченков, Александр Викторович
Алекса́ндр Ви́кторович Минченко́в (род. 13 января 1989, Москва) — российский футболист, нападающий.

## Биография
Родился 13 января 1989 года в Москве.

## Карьера
Начал заниматься футболом с 6 лет в футбольной школе «Чертаново». Зимой 2006 года участвовал в просмотре в «Локомотиве» и был единственным, кого по результатам взяли на сборы. С 2007 года выступал за дублирующий состав железнодорожников. Дебютировал в основном составе 6 июля 2008 года в игре с «Амкаром», выйдя на замену вместо Дмитрия Сычёва на 90-й минуте. 30 мая 2009 года в матче против московского «Спартака» (2:1) забил свой первый гол в премьер-лиге. Получив от главного тренера «Локомотива» Юрия Сёмина предложение об аренде в брянское «Динамо», которое возглавлял Сергей Овчинников, в конце июля 2010 года перешёл туда вместе с защитником Сергеем Ефимовым, также нуждавшимся в игровой практике. 30 января 2012 года перешёл в «Мордовию» на правах аренды. В 2013—2015 — игрок «Балтики».